# Siłwija Dynekowa
Siłwija Dynekowa (bułg. Силвия Дънекова; ur. 7 lutego 1983 w Koteł) – bułgarska lekkoatletka specjalizująca się w biegach długodystansowych, dwukrotna uczestniczka igrzysk olimpijskich. 

## Życiorys

### Mistrzostwa Europy
Uczestniczyła w mistrzostwach Europy 2012 rozgrywanych w Helsinkach. W biegu na 3000 metrów z przeszkodami uzyskała czas 9:51,45, który uplasował ją na 10. miejscu w biegu finałowym. 

### Igrzyska olimpijskie
Na igrzyskach olimpijskich w 2012 w Londynie zajęła 38. miejsce z czasem 9:59,52. Początkowo zakwalifikowała się także do uczestnictwa na igrzyskach w 2016 rozgrywanych w Rio de Janeiro, jednak po kilku dniach do przyjeździe do Brazylii podczas testów antydopingowych wykryto u niej niedozwolone substancje. Wyniki zostały potwierdzone po kilku dniach od pierwotnego badania. Zawodniczka została obłożona przez MKOL czteroletnim zakazem uczestnictwa w imprezach sportowych. 